# Jakub-Kolas-Platz
Der Jakub-Kolas-Platz (belarussisch Плошча Якуба Коласа Ploschtscha Jakuba Kolassa; russisch Площадь Якуба Коласа Ploschtschad Jakuba Kolassa) ist ein Platz in der belarussischen Hauptstadt Minsk, der dem belarussischen Nationaldichter Jakub Kolas gewidmet ist. Er befindet sich am Unabhängigkeitsboulevard.

## Geschichte
An der Stelle des heutigen Platzes befand sich zuvor Holzbauten des Vororts Kamarouka und der Platz trug den Namen Kamarouskaja Ploschtscha. Im Jahr 1956 wurde er zu Ehren des Dichters Jakub Kolas umbenannt. Im Jahr 1972 wurde eine Skulpturenkomposition am Platz errichtet. In der Mitte befindet sich ein Denkmal, das den Schriftsteller auf einem Stein sitzend zeigt. Links davon sind die Figuren Symon und Hanka aus seinem Gedicht Symon der Musiker zu sehen sowie rechts der legendäre Partisan Wassil Talasch mit seinem Enkel aus dem Roman Der Marsch. Die Autoren des Denkmals sind Sair Asgur sowie die Architekten G. Zaborsky, Y. Gradov, L. Levin.